# XVIIIe siècle en photographie

## Événements
- 1727 : 
  - Johann Heinrich Schulze, professeur d’anatomie allemand, passionné de chimie, découvre que la lumière agit sur les sels d’argent et les noircit ; il a créé le premier composé photosensible, ouvrant ainsi la voie à la photographie. Il publie en 1727 un article qui est la première étude scientifique sur les réactions des composés chimiques de l’argent à la lumière : (la) « Scotophorus pro phosphoro inventus, seu experimentum curiosum de effectu radiorum solarium », Acta physico-medica, Leopoldina, no 1,‎ 1727, p. 528–532[1].

- 1756 : 
  - Création d'une entreprise de fabrication d'instruments optiques par Johann Christoph Voigtländer à Vienne (Autriche en Autriche ; en 1840, l'entreprise dirigée par son petit-fils Peter-Wilhelm von Voigtländer est la première à fabriquer des objectifs photographiques, à faire des essais de fabrication d'appareils photos à lentilles et, en 1849, fabrique le premier appareil photographique en métal du monde. Elle prend le nom de Voigtländer et s'installe en Allemagne à Brunswick[2].

- 1785 : 
  - Le graveur et portraitiste français Gilles-Louis Chrétien met au point le physionotrace, « une machine avec laquelle on fait et l’on grave, dans quatre minutes, le portrait d’une personne sans savoir dessiner »[3] ; ce procédé qui permet de reproduire mécaniquement les portraits reste en usage jusqu’à l’invention du daguerréotype et préfigure les usages de la photographie[4],[5],[6].

## Naissances
- 1754 : 
  - 5 février : Gilles-Louis Chrétien, peintre et graveur français, inventeur du physionotrace, procédé mécanique pour l'exécution et la reproduction des portraits, un des appareils qui précédèrent l'invention de la photographie, mort le 4 mars 1811.
- 1765 : 
  - 7 mars : Nicéphore Niépce, ingénieur français, inventeur de la photographie, mort le 5 juillet 1833.
- 1771 : 
  - 14 mai : Thomas Wedgwood, potier britannique, créateur de la fabrique de poterie Wedgwood, précurseur dans l’expérimentation de la photographie, mort le 10 juillet 1805.
- 1775
  - 28 décembre : Jean-Gabriel Eynard, entrepreneur, financier, diplomate, l'un des pionniers de la photographie suisse, mort le 5 février 1863.
- 1777
  - 8 février : Bernard Courtois, salpêtrier et chimiste français connu pour sa découverte de l'iode, qui a eu des conséquences considérables dans le développement de la photographie, mort le 27 septembre 1838.
- 1781
  - 11 décembre : David Brewster, physicien écossais, inventeur  d'un stéréoscope à deux lentilles, mort le 10 février 1868.
- 1787 :
  - 18 novembre : Louis Daguerre, photographe français, mort le 10 juillet 1851.
- 1788 :
  - 26 mars : Fortuné Joseph Petiot-Groffier, industriel et photographe français, mort le 26 mars 1855.
  - 6 juillet : George Wilson Bridges, clerc anglican, écrivain-voyageur et photographe britannique, mort le 20 septembre 1863.
- 1789 :
  - 9 septembre : William Cranch Bond, astronome américain, pionnier de l'astrophotographie, mort le 29 janvier 1859.
- 1790 :
  - 31 août : John Cay (en), avocat et photographe écossais, mort le 13 décembre 1865.
- 1792 : 
  - 19 février : John Locke (en), naturaliste et photographe américain, mort le 10 juillet 1856.
  - 7 mars : John Herschel, astronome, physicien et chimiste britannique, pionnier de la photographie, mort le 11 mai 1871.
  - 17 mai : Marcellin Jobard, lithographe, journaliste et photographe belge d'origine française, mort le 27 octobre 1861.
- 1793
  - 8 février : Jean-Baptiste Louis Gros, diplomate et photographe français, mort le 17 août 1870.
  - date précise non renseignée ou inconnue :
    - Samuel Bemis (en), photographe américain, mort en 1881.
    - Sarah Anne Bright, peintre et photographe britannique, morte en 1866.

  - vers 1793 :
    - Ludwik Tarszeński Konarzenski, dit Conde de Lipa, militaire et photographe polonais, actif en Espagne, mort le 24 octobre 1871.
- 1794 : 
  - 24 août : William Ellis,  missionnaire protestant britannique à Tahiti, Hawaii et Madagascar où il réalise des photographies, mort le 9 juin 1872.
- 1795 :
  - 11 octobre : Christian Tunica, peintre et photographe allemand, mort le 2 mars 1868.
  - date précise non renseignée ou inconnue : 
    - Julien Vallou de Villeneuve, peintre, lithographe et photographe français, mort le 4 mai 1866.
- 1796
  - 12 mai : Johann Baptist Isenring, peintre et photographe suisse, mort le 9 avril 1860.
  - 25 novembre : Andreas von Ettingshausen, mathématicien, physicien et pionnier de la photographie autrichien, mort le 25 mai 1878.
  - 25 décembre : Hugh Lee Pattinson, chimiste, entrepreneur et photographe anglais, mort le 11 novembre 1858.
  - date précise non renseignée ou inconnue :
    - Marcin Zaleski, peintre et photographe polonais, mort le 16 septembre 1877.
- 1797 :
  - 12 août : Antoine Claudet, photographe français, mort le 27 décembre 1867.
  - 9 octobre : Henry Collen, peintre portraitiste miniaturiste et photographe anglais, premier calotypiste professionnel à Londres, mort le 8 mai 1879.
- 1798
  - 5 février : Gaspard-Pierre-Gustave Joly, négociant et photographe d'origine genevoise, actif au Canada, mort le 18 juin 1865.
  - 1er mai : Philippe-Fortuné Durand, photographe français, mort en juin 1876.
  - 25 septembre : Louis Alphonse de Brébisson, botaniste et photographe français, mort le 26 avril 1872.
  - 5 novembre : Marie-Caroline, duchesse de Berry, collectionneuse de photographie, mort le 16 avril 1870.
  - date précise non renseignée ou inconnue :
    - Jean-Baptiste Soleil, ingénieur-opticien et photographe français, mort le 17 mars 1878.
    - William Valentine (en), peintre et photographe canadien, mort le 26 décembre 1849.
- 1799
  - 2 janvier : Henri Marcellin Auguste Bougenier, peintre et photographe français, mort le 4 février 1866.
  - 16 mars : Anna Atkins, botaniste et photographe britannique, pionnière de l'utilisation d'images photographiques pour l'illustration d'ouvrages imprimés, morte le 9 juin 1871.
  - 2 mars : Joseph Saxton (en), inventeur, horloger et photographe américain, mort le 26 octobre 1873.
  - 17 novembre : Titian Ramsay Peale, naturaliste et artiste américain, qui s'est intéressé à la photographie à partir de 1855, mort le 13 mars 1885.
- 1800
  - 11 février : William Henry Fox Talbot, scientifique britannique, l’un des pionniers de la photographie, mort le 17 septembre 1877.
  - 21 septembre : Benito R. de Monfort,  photographe espagnol, cofondateur de la Société héliographique, mort le 13 février 1871.
  - 30 octobre : Louis Adolphe Humbert de Molard, photographe amateur français, membre fondateur de la Société française de photographie, mort le 17 mars 1874.
  - 10 décembre : Eugène Durieu, photographe amateur français, connu pour ses photographies de nus, mort le 16 mai 1874.